# Мюрген О'Махоні
Мюрген О'Махоні (англ. Muirgen O'Mahony; нар. 4 лютого 1994 р.) — ірландська акторка, інструменталістка та співачка. З 2021 року учасниця жіночого музичного гурту Celtic Woman.

## Біографія

### Раннє життя та освіта
Мюрген О'Махоні народилась в графстві Корк, Ірландія. Коли їй було п'ять вона почала відвідувати уроки гри на скрипці. Ніякий інструмент не міг утримати її увагу надовго, тому після скрипки Мюрген намагалася опанувати гру на флейті, барабанах та фортепіано. Співати вона почала тільки в 14 років. Практично в тому ж віці дівчина вперше почула про гурт Celtic Woman, та з того часу була його фанаткою.
О'Махоні навчалась класичному сопрано в Коркській музичній школі, а згодом вступила до музичного театру Королівської музичної академії в Лондоні, де отримала ступінь магістра.

### Кар'єра
З вересня 2014 року й до початку пандемії О'Махоні гастролювала з Celtic Angels.
Мюрген брала участь у постановках Love's Labour's Lost, The Wizard of Oz, With Love та New Year's Even Gala: The Music of Andrew Loyd Webber. Також вона кілька разів виступала як солістка з оркестром RTÉ в Національному концертному залі, в тому числі на їхньому новорічному гала-концерті в 2018 році.
15 квітня 2021 року Мюрген разом із Сьюзен Макфадден та Кілліаном Доннеллі знялась в мюзиклі, який проходив в рамках RTÉ «Winter Sessions». Цей проеєкт був записаний на RDS в Дубліні й транслювався по телебаченню.

## Celtic Woman
В травні 2021, під час виступу з оркестром RTÉ в Дубліні, Мюрген зустріла Сьюзен Макфадден, тогочасну учасницю Celtic Woman, яка запропонувала дівчині спробувати себе на роль учасниці гурту. Прилетівши з Дубліну до Лондону О'Махоні виступила на прослуховуванні й через тиждень дізналась, що пройшла його.
4 червня 2021 гурт Celtic Woman офіційно заявив на своїй сторніці про нову учасницю. Мюрген мала замінити Майред Карлін, яка покинула гурт на початку 2021, щоб зосередитись над сольними проєктами. О'Махоні приєдналася до створення нового проєкту гурту «Postcards from Ireland», студійного альбому та спеціального телевізійного випуску, який планували випустити в другій половині 2021 року, а також відповідного музичного туру, запланованого на 2022 рік.

## Дискографія

### Спільно з гуртом Celtic Woman
- Postcards from Ireland (2021)